# زیردریایی یو-۴۶۹
زیردریایی یو-۴۶۹ (به انگلیسی: German submarine U-469) یک زیردریایی بود که طول آن ۶۷٫۱ متر (۲۲۰ فوت ۲ اینچ) بود. این زیردریایی در سال ۱۹۴۲ ساخته شد.